# Thunbergia cycnium
Thunbergia cycnium är en akantusväxtart som beskrevs av Spencer Le Marchant Moore. Thunbergia cycnium ingår i släktet thunbergior, och familjen akantusväxter. Inga underarter finns listade i Catalogue of Life.